# Steve Shelley
Steve Jay Shelley (Midland, 23 giugno 1962) è un batterista statunitense.
Ha suonato in diversi gruppi del Michigan ed è stato tra i fondatori del seminale gruppo punk Crucifucks.

## Biografia
Dal 1985 ha suonato col gruppo sperimentale Sonic Youth, in cui ha sostituito Bob Bert, fino al 2011, anno dello scioglimento effettivo della band. Nel 1993  ha fondato l'etichetta indipendente Smells Like Records, casa discografica delle The Raincoats (uno dei gruppi preferiti di Kurt Cobain dei Nirvana), con sede a Hoboken, nel New Jersey. Con l'amico musicista Tim Foljahn dei Two Dollar Guitar, ha collaborato con Cat Power suonando la batteria nei suoi tre primi album.